# Ian Wahn
Ian Grant Wahn, né le 18 avril 1916 à Herbert en Saskatchewan et mort le 14 septembre 1999 à Toronto, est un avocat et homme politique canadien de l'Ontario. Il est député libéral à la Chambre des communes de la circonscription ontarienne de St. Paul's de 1962 à 1972.

## Biographie
Né le 18 avril 1916 à Herbert en Saskatchewan, Ian Grant Wahn est capitaine de la Réserve supplémentaire (Supplementary Army) de l'Armée canadienne.
Élu en 1962, il est réélu en 1963, 1965 et en 1968. Il est défait en 1972.
Ian Wahn meurt le 14 septembre 1999 à Toronto, à l'âge de 83 ans,.